# Suctobelbella magnodentata
Suctobelbella magnodentata är en kvalsterart som beskrevs av Hammer 1982. Suctobelbella magnodentata ingår i släktet Suctobelbella och familjen Suctobelbidae. Inga underarter finns listade i Catalogue of Life.